# Olga Sáez Larra
Olga Sáez Larra (nació el 18 de septiembre de 1994 en Madrid) es una jugadora de tenis española.

## Carrera profesional
Olga Sáez ha ganado 11 títulos individuales y 14 de dobles en el circuito ITF. 
El 22 de mayo de 2017 alcanzó su mejor ranking individual, que hasta la fecha es el 231 del mundo. 
El 17 de abril de 2017, alcanzó el mejor puesto en el ranking de dobles, el número 356 del mundo.
Olga Sáez debutó en la copa federación en abril de 2017 llegando a disputar uno de los partidos de individuales.

## Títulos ITF

### Individual (11)
| Torneos de $100,000 |
| Torneos de $80,000  |
| Torneos de $60,000  |
| Torneos de $25,000  |
| Torneos de $15,000  |
| Torneos de $10,000  |

| N.º | Fecha                   | Premio  | Torneo             | Superficie        | Oponentes                 | Resultado          |
| --- | ----------------------- | ------- | ------------------ | ----------------- | ------------------------- | ------------------ |
| 1.  | 4 de noviembre de 2013  | $10,000 | Vinaroz, España    | Tierra batida     | Mayar Sherif              | 4-6, 7-5, 6-4      |
| 2.  | 24 de noviembre de 2013 | $10,000 | Nules, España      | Tierra batida     | Lisa Sabino               | 6-3, 6-2           |
| 3.  | 7 de junio de 2014      | $10,000 | Madrid, España     | Tierra batida (i) | Lucía Cervera Vázquez     | 6-4, 3-6, 7-5      |
| 4.  | 10 de noviembre de 2014 | $10,000 | Castellón, España  | Tierra batida     | Amanda Carreras           | 3-6, 6-1, 6-2      |
| 5.  | 23 de noviembre de 2014 | $10,000 | Nules, España      | Tierra batida     | Yvonne Cavalle Reimers    | 6-2, 6-4           |
| 6.  | 7 de junio de 2015      | $10,000 | Madrid, España     | Tierra batida     | Estrella Cabeza Candela   | 6-4, 6-0           |
| 7.  | 28 de febrero de 2016   | $10,000 | Palmanova, España  | Tierra batida     | Isabelle Wallace          | 6-2, 6-4           |
| 8.  | 11 de diciembre de 2016 | $10,000 | Nules, España      | Tierra batida     | Oleksandra Korashvili     | 6-2, 4-6, 6-4      |
| 8.  | 28 de febrero de 2017   | $15,000 | Palmanova, España  | Tierra batida     | Irene Burillo Escorihuela | 6-4, 6-7(3-7), 6-2 |
| 9.  | 6 de mayo de 2017       | $25,000 | Lérida, España     | Tierra batida     | Georgina García Pérez     | 6-4, 7-6(8-6)      |
| 10. | 4 de noviembre de 2018  | $25,000 | Sant Cugat, España | Tierra batida     | Andreea Amalia Rosca      | 6-1, 1-0 ret.      |

### Dobles (14)
| Torneos de $100,000 |
| Torneos de $80,000  |
| Torneos de $60,000  |
| Torneos de $25,000  |
| Torneos de $15,000  |
| Torneos de $10,000  |

| N.º | Fecha                    | Premios | Torneos                   | Superficie        | Pareja                    | Oponentes                                          | Resultado          |
| --- | ------------------------ | ------- | ------------------------- | ----------------- | ------------------------- | -------------------------------------------------- | ------------------ |
| 1.  | 7 de febrero de 2011     | $10,000 | Vale do Lobo, Portugal    | Dura              | Rocío de la Torre Sánchez | Ulrikke Eikeri Anna Fitzpatrick                    | w/o                |
| 2.  | 5 de junio de 2011       | $10,000 | Madrid, España            | Dura              | Rocío de la Torre Sánchez | Isabella Shinikova Julia Stamatova                 | 6-4, 4-6, [10-8]   |
| 3.  | 19 de junio de 2011      | $10,000 | Madrid, España            | Dura              | Rocío de la Torre Sánchez | Lisa Sabino Andreea Văideanu                       | 7-6(7-2), 6-4      |
| 4.  | 30 de marzo de 2014      | $10,000 | Pula, Italia              | Tierra batida     | Alexandra Nancarrow       | Despina Papamichail Rosalie van der Hoek           | 6–3, 4–6, [10–8]   |
| 5.  | 7 de junio de 2014       | $10,000 | Madrid, España            | Tierra batida (i) | Silvia García Jiménez     | Yvonne Cavallé Reimers Lucía Cervera Vázquez       | 6-4, 6-3           |
| 6.  | 7 de julio de 2014       | $10,000 | Guecho, España            | Tierra batida     | Charlotte Römer           | Alexandra Nancarrow Olga Parres Azcoitia           | 6–4, 7–5           |
| 7.  | 28 de septiembre de 2014 | $10,000 | Madrid, España            | Tierra batida     | Aliona Bolsova Zadoinov   | Marta Huqi González Encinas Estela Pérez Somarriba | 6-1, 6-4           |
| 8.  | 23 de noviembre de 2014  | $10,000 | Nules, España             | Tierra batida     | Alexandra Nancarrow       | Yvonne Cavallé Reimers Aina Schaffner Riera        | 7–6(7–5), 7–6(7–5) |
| 9.  | 22 de noviembre de 2015  | $10,000 | Castellón, España         | Tierra batida     | Noelia Bouzo Zanotti      | Oleksandra Korashvili Ioana Loredana Roșca         | 6-3, 7-5           |
| 10. | 23 de noviembre de 2015  | $10,000 | Nules, España             | Tierra batida     | Charlotte Römer           | Ariadna Martí Riembau Marta Sexmilo Pascual        | 6–2, 6–3           |
| 11. | 26 de septiembre de 2016 | $25,000 | Clermont-Ferrand, Francia | Dura (i)          | Georgina García Pérez     | Manon Arcangioli Silvia Njirić                     | 6–2, 3–6, [10–2]   |
| 12. | 5 de diciembre de 2016   | $10,000 | Nules, España             | Tierra batida     | Charlotte Römer           | Oleksandra Korashvili Laura Pigossi                | 6–4, 6–2           |
| 13. | 17 de febrero de 2017    | $15,000 | Manacor, España           | Tierra batida     | María Teresa Torró Flor   | Yvonne Cavalle Reimers Charlotte Römer             | 6–3, 6–2           |
| 14. | 10 de diciembre de 2017  | $25,000 | Nules, España             | Tierra batida     | Charlotte Römer           | Cindy Burger Yana Sizikova                         | 2-6 6-1 [10-7]     |